# Dmitri Markov
Dmitri Markov (belarusiska: Дзьмітры Маркаў), född 14 mars 1975 i Vitsebsk, är en före detta  australiensk friidrottare som tävlar i stavhopp.
Markov började sin karriär som friidrottare i Belarus men blev 1999 medborgare i Australien. Markov är en av få stavhoppare som har klarat sex meter i stavhopp. Han största merit är VM-guld 2001 i Edmonton. Han blev även silvermedaljör vid VM 1999 i Sevilla. 2007 valde han att avsluta sin karriär efter en fotskada.